# Ásbjarnarvatn
Ásbjarnarvatn är en sjö på Island. Dess yta är 0,5 km2.